# 艾古力圣弥额尔礼拜堂

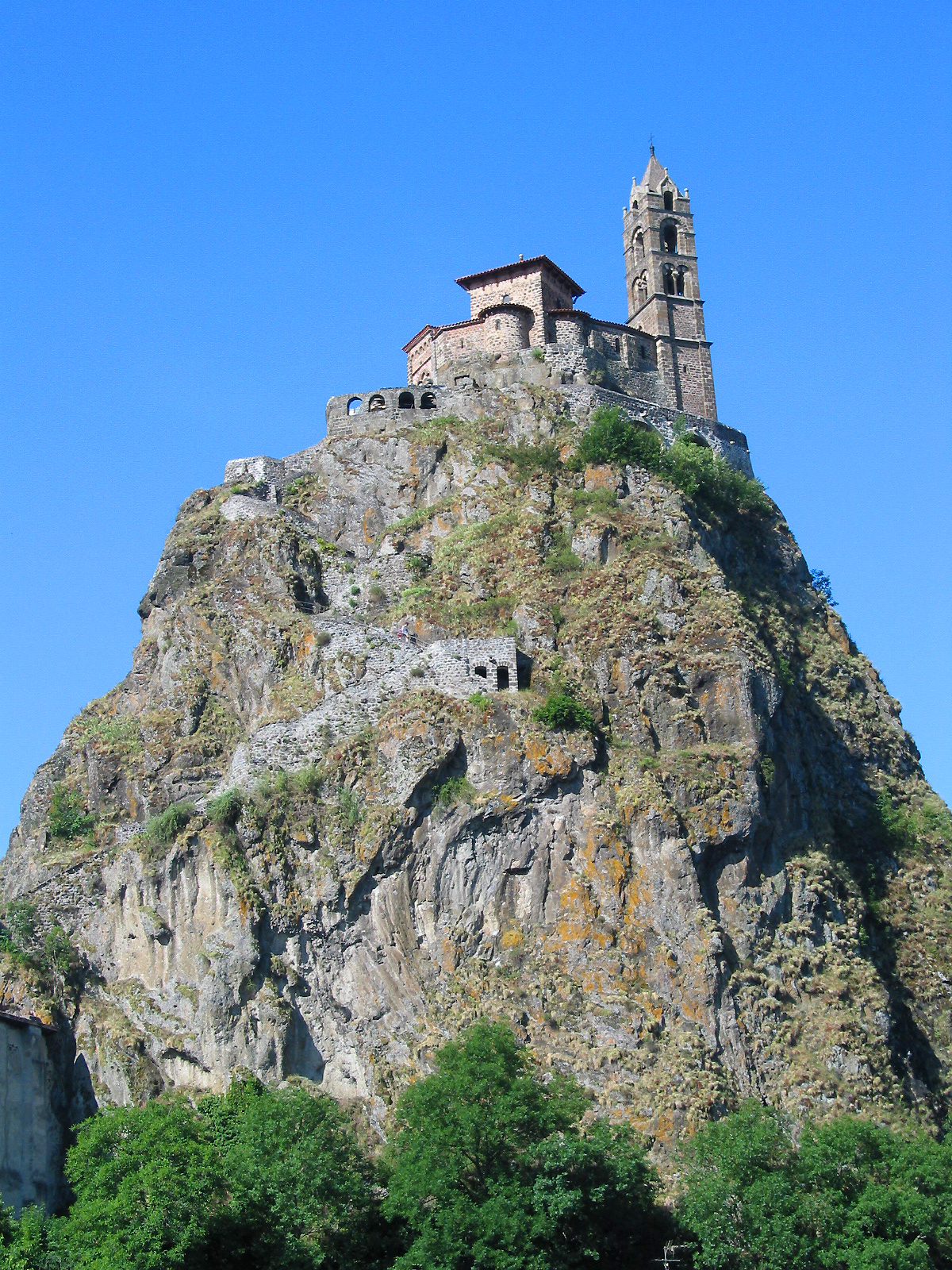
艾古力圣弥额尔礼拜堂

艾古力圣弥额尔礼拜堂（Saint-Michel d'Aiguilhe）是法国勒皮的一座天主教小礼拜堂，公元962年建于一座85米高的火山岩顶部，需要攀登268级台阶才能到达。它是为庆祝从圣地亚哥-德孔波斯特拉朝圣归来而建。
圣女贞德的母亲Isabelle Romée据说曾在1429年前往此处祈祷。